# Ada Adler
Ada Sara Adler, danska filologinja* 18. februar 1878, Frederiksberg, Danska, † 28. december 1946, København.

## Življenje

### Zgodnje življenje
Ada Adler se je rodila kot hči Bertla Davida Adlerja in Elise Johanne (roj. Fraenckel). Njena družina je bila premožna in pomembna. Dedek David Baruch Adler je bil bogat bankir in politik, teta Hanna Adler je bila ena od prvih dveh Dank z višjo izobrazbo na področju fizike. Druga teta Ellen Adler Bohr je bila mati slavnega fizika Nielsa Bohra in Haralda Bohra, matematika in olimpijskega nogometaša. Preko Bohrov je bila v sorodu tudi z danskim psihologom Edgarjem Rubinom. 
Adlerjeva je kot otrok rada brala in preživela veliko časa v knjižnici svojih staršev.

### Izobraževanje
Njena zgodnja izobrazba je potekala v šoli gospodične Steenberg in kasneje v šoli N. Zahle, kjer se je leta 1893 začela učiti staro grščino pri Andersu Bjørnu Drachmannu. Kasneje je pri njem nadaljevala študij grške in primerjalne religije na Univerzi v Kobenhavnu. Leta 1906 je zaključila magistrsko nalogo o starogrški religiji, prejela pa je tudi nagrado Zgodovinskega filološkega društva za raziskovanje mita o Pandori. Po končanem magistrskem študiju je leta 1912 Adlerjeva odpotovala na študij na Dunaj, kjer je objavila nekaj člankov o grški religiji ter pisala za revijo Pauly-Wissowa.

### Zasebno življenje
Leta 1901 se je Adlerjeva poročila z danskim filozofom Antonom Thomsenom, ki ga je spoznala na večerji leta 1897. Thomsen je v svojem dnevniku opisal njuno prvo srečanje, ker ga je zelo očarala. Thomsen je bil profesor filozofije na univerzi v Københavnu in je napisal knjigo o Davidu Humeu. Par se je razšel leta 1912 in profesor Thomsen se je poročil z Olgo Eggers, feministično pisateljico. Umrl je le nekaj let pozneje (leta 1915) zaradi nevrološke bolezni.

### Smrt
Ada Adler je umrla 28. decembra 1946, stara 68 let v Kobenhavnu. Pokopana je na judovskem pokopališču v Københavnu, imenovanem Vestre Begravelsesplads. 
Mogens Broendsted je v njeni osmrtnici napisal, da je bila Adlerjeva znana po svoji prijaznosti in gostoljubnosti do sodelavcev ter zlasti do mlajših učenjakov. Broendsted je opisal Adlerjevo kot zelo velikodušno z bolj radodarno predstavo o "mojem in tvojem" kot Moldenhawer (nanaše se na Moldenhawerjevo idejo o "mojem in tvojem", v kateri zagovarja “kar je tvoje je moje”), saj je  živela po načelu “kar je moje, je tvoje”.

## Kariera
Ada Adler je najbolj znana po kritični, standardni izdaji Sude. Drachmann je leta 1912 predlagal Adi naj uredi Sudo. Izdala jo je v petih zvezkih v Leipzigu od leta 1928 do 1938. Prispevala je tudi več člankov k reviji Pauly - Wissowa's Realencyclopädie.
Od leta 1913 do pomladi 1914 je delala v Rimu in Firencah. Po vojni, v letih 1919 in 1920, je živela v Parizu, Benetkah, Oxfordu in Firencah. Leta 1921 se je vrnila v Rim, kasneje se je preselila v Bruselj. Tri leta kasneje je spet obiskala Oxford. Nekatere knjižnice so ji poslale svoje rokopise v Kopenhagen, da jih je preučila.
Leta 1916 je Adlerjeva v danski kraljevi knjižnici izdala katalog grških rokopisov. Zbirko rokopisov je sestavil Daniel Gotthilf Moldenhawer, ki je bil v 18. stoletju glavni knjižničar. Adlerjeva je bila prepričana, da je Moldenhawer ukradel nekaj rokopisov iz knjižnic drugod po Evropi. Leta 1931 je prejela dansko nagrado Tagea Brandt Rejselegat za ženske dosežke v umetnosti in znanosti.
V vsem tem času Adlerjeva ni imela rednega univerzitetnega položaja, ampak je predavala kot privatdocent. Fundacija Carlsberg je finančno podpirala njena potovanja, fotografiranje, asistente in tiskanje, fundacija Hielmstierne Rosencronske pa ji je pomagala pri potnih stroških.
9. aprila 1940 je Nemčija napadla Dansko in danska vlada se je kmalu predala. Oktobra so Nemci namravali deportirati vse danske Jude, vendar so jih Danci uspeli evakuirati na Švedsko. Adinga bratranca Nielsa Bohra so opozorili naj takoj pobegne, saj so Nemci želeli njegovo strokovno znanje. Pomagal je tudi pri dogovorih s švedsko vlado, da bi omogočili evakuacijo drugih Judov, med katerimi je bila tudi Adlerjeva. V Lundu na Švedskem je poučevala grščino v šoli za danske mlade evakuirance. Po vojni se je Ada vrnila v Kopenhagen.
Po mnenju klasičnega učenjaka Williama Calderja je bila Adlerjeva »nedvoumno najpomembnejša ženska filologinja, ki je kadarkoli živela«.

### Suda
Suda je bizantinsko-grški zgodovinski leksikon antičnega sredozemskega sveta iz 10.stoletja, ki zajema celotno grško in rimsko antiko z vključenimi biblijskimi in krščanskimi motivi. Razlaga filologijo, izvor, etimologijo in pomen besed v literaturi tega obdobja. Je bogat vir starodavne in bizantinske zgodovine ter življenja, čeprav ni vsak del slovarja enake kakovosti. Vsebuje 30.000 vnosov, od katerih mnogi vsebujejo podatke iz virov, ki bi bili sicer popolnoma izgubljeni. Vsebujejo tudi razne podrobnosti in izpiske pisateljev od starejših klasikov kot sta Homer in Sofoklej do kasnejših pisateljev kot npr. Polibij.
Suda ni razvrščena po abecednem vrstnem redu, temveč po sistemu, ki se imenuje »korespondenca«, kar pomeni, da črke sledijo vokalnemu zaporedju glede na zvok. Zaporedje, v katerem si sledijo: α, β, γ, δ, αι, ε, ζ, ει, η, ι, θ, κ, λ, μ, ν, ξ, ο, ω, π, ρ, σ, τ, οι, υ, φ, χ, ψ. Sistem zaporedja je v nekaterih sodobnih različicah Sude razvrščen po abecedi. Suda vsebuje tudi veliko gradiva o cerkveni zgodovini. Leksikon še vedno izpolnjuje svoj prvotni namen, saj je verodostojno referenčno delo. Od konca 14. stoletja dalje so Sudo večkrat urejedili in objavili - zadnja ga je s kritičnimi komentarji opremila prav Adlerjeva. Pred nekaj leti je Sudo ponovno uredil grški filolog Vassilios Katsaros. V letu 1998 so začeli s sodobnim prevodom “Suda On Line”, ki je prosto dostopna podatkovna baza z iskalnikom ključnih besed. Urejanje je bilo zaključeno 21. julija 2014
Adi Adler je tako velik projekt predstavljal izziv, saj je bila le novinka v uredništvu. Veliko rokopisov je morala urediti sama s pomočniki, ki se jim je zahvalila v predgovoru 1. zvezka. Najbolj znan je bil njen pomočnik Kaj Barr, ki naj bi uredil še neobjavljeni ambrozijski leksikon. Prvi zvezek Sude je izšel leta 1928, šestnajst let po tem, ko je Adlerjeva začela projekt. Ostali zvezki so bili objavljeni v približno dveletnih intervalih (drugi zvezek v letu 1931, tretji v letu 1933, četrti v letu 1935). Niz objav je bil zaključen s petim zvezkom leta 1938 (indeksi, dodatki, popravki). Očitno je zaradi inflacije danske valute Teubner lahko nadaljeval z objavo Adlerjinega dela, kljub judovski dediščini njene družine. 
Adlerjeva si je močno prizadevala, da bi pomagala nemškim judovskim učenjakom, zlasti Latteju, vendar ni uspela urediti svojega pobega iz Nemčije.
Otto Weinreich, nemški klasik in sodobnik Adlerjeve , je  kmalu po izdaji prvega zvezka Sude njeno izdajo poimenoval »bewundernswert« kar pomeni “vredna občudovanja”.
Leta 2016 je Oxford University Press objavil zbirko esejev v čast ženskim klasičnim učenjakinjam. Poglavje o Adlerjevi je napisala Catherine Roth, trenutna urednica projekta Suda On Line.

## Dela
•	1914: Die Commentare des Asklepiades von Myrlea, Hermes 49.1: 39–46
•	1916: Catalogue supplémentaire des manuscrits grecs de la Bibliothèque Royale de Copenhague.
•	1917: D. G. Moldenhawer og hans haandskriftsamling. Copenhagen.
•	1920: Den græske litteraturs skæbne i oldtid og middelalder. Copenhagen.
•	1928–1938: Suidae Lexicon. Leipzig: B. G. Teubner. 5 vols.
•	1932: Die Homervita im Codex Vindobonensis Phil. 39, Hermes 67.3: 363–366
Nobeno delo Ade Adler ni prevedeno v slovenščino.